# Teoria acústica
Teoria Acústica é um campo cientifico que relaciona a descrição de ondas sonoras. Ela é derivada da mecânica dos fluidos. Veja acústica para a abordagem da engenharia.
A propagação de ondas sonoras em fluidos (como a água) pode ser modelado por uma equação de continuidade (conservação da massa) e uma equação de movimento (conservação do momento) . Com algumas simplificações, em particular densidade constante, elas podem ser dadas como segue:
{\displaystyle {\begin{aligned}{\frac {\partial p}{\partial t}}+\kappa ~\nabla \cdot \mathbf {u} &=0\qquad {\text{(Equilíbrio da massa)}}\\\rho _{0}{\frac {\partial \mathbf {u} }{\partial t}}+\nabla p&=0\qquad {\text{(Equilíbrio do momento)}}\end{aligned}}}
onde {\displaystyle p(\mathbf {x} ,t)} é a pressão acústica e {\displaystyle \mathbf {u} (\mathbf {x} ,t)} é o vetor da velocidade de fluxo, {\displaystyle \mathbf {x} } é o vetor das coordenadas espaciais {\displaystyle x,y,z}, {\displaystyle t} é o tempo, {\displaystyle \rho _{0}} é a densidade de massa estática do meio e {\displaystyle \kappa } é o Módulo volumétrico do meio.  O módulo volumétrico pode ser expressado nos termos da densidade e a velocidade do som no meio ({\displaystyle c_{0}}) como
{\displaystyle \kappa =\rho _{0}c_{0}^{2}~.}
Se o campo velocidade de fluxo é irrotacional, {\displaystyle \nabla \times \mathbf {u} =\mathbf {0} }, então a equação da onda é a combinação desses dois conjuntos de equações de equilíbrio e pode ser expressado como 
{\displaystyle {\cfrac {\partial ^{2}\mathbf {u} }{\partial t^{2}}}-c_{0}^{2}~\nabla ^{2}\mathbf {u} =0\qquad {\text{or}}\qquad {\cfrac {\partial ^{2}p}{\partial t^{2}}}-c_{0}^{2}~\nabla ^{2}p=0,}
onde nós usamos o vetor laplaciano, {\displaystyle \nabla ^{2}\mathbf {u} =\nabla (\nabla \cdot \mathbf {u} )-\nabla \times (\nabla \times \mathbf {u} )}
.
A equação da onda (e as equações de equilíbrio da massa e do momento) são frequentemente expressas nos termos de um potencial escalar {\displaystyle \varphi } onde {\displaystyle \mathbf {u} =\nabla \varphi }.  Neste caso a equação da onda é escrita como
{\displaystyle {\cfrac {\partial ^{2}\varphi }{\partial t^{2}}}-c_{0}^{2}~\nabla ^{2}\varphi =0}
e o momento de equilíbrio e o equilíbrio da massa são expressados como
{\displaystyle p+\rho _{0}~{\cfrac {\partial \varphi }{\partial t}}=0~;~~\rho +{\cfrac {\rho _{0}}{c_{0}^{2}}}~{\cfrac {\partial \varphi }{\partial t}}=0~.}

## Derivadas de equações governantes
As derivadas das equações acima para ondas em um meio acústico são dadas abaixo.

### Conservação do momento
As equações para a conservação do momento linear para o meio fluido são
{\displaystyle \rho \left({\frac {\partial \mathbf {u} }{\partial t}}+\mathbf {u} \cdot \nabla \mathbf {u} \right)=-\nabla p+\nabla \cdot {\boldsymbol {\tau }}+\rho \mathbf {g} }
onde {\displaystyle \mathbf {g} } é a força do corpo por unidade de massa, {\displaystyle p} é a pressão, e {\displaystyle {\boldsymbol {\tau }}} é a desvio de tensão.  Se {\displaystyle {\boldsymbol {\sigma }}} é o [[Tensor tensão de Cauchy|tensor Cauchy], então
{\displaystyle p:=-{\tfrac {1}{3}}~{\text{tr}}({\boldsymbol {\sigma }})~;~~{\boldsymbol {\sigma }}:=-p{\boldsymbol {I}}+{\boldsymbol {\tau }}}
onde {\displaystyle {\boldsymbol {I}}} é um tensor de segunda ordem.
Nós fazemos diversas suposições para derivar a equação do momento de equilíbrio para um meio acústico.  Essas suposições e as formas resultantes da equação de momento são destacadas abaixo.

#### Suposição 1: Fluídos Newtonianos
Em acústica, o meio do fluído é assumida como sendo Newtoniano.  Para um fluido Newtoniano, o tensor de desvio de tensão é relacionado a velocidade de fluxo por
{\displaystyle {\boldsymbol {\tau }}=\mu ~\left[\nabla \mathbf {u} +(\nabla \mathbf {u} )^{T}\right]+\lambda ~(\nabla \cdot \mathbf {u} )~{\boldsymbol {I}}}
onde {\displaystyle \mu } é a viscosidade de cisalhamento e {\displaystyle \lambda } é a viscosidade do módulo.
Assim sendo, a divergência de {\displaystyle {\boldsymbol {\tau }}} é dada por
{\displaystyle {\begin{aligned}\nabla \cdot {\boldsymbol {\tau }}\equiv {\cfrac {\partial s_{ij}}{\partial x_{i}}}&=\mu \left[{\cfrac {\partial }{\partial x_{i}}}\left({\cfrac {\partial u_{i}}{\partial x_{j}}}+{\cfrac {\partial u_{j}}{\partial x_{i}}}\right)\right]+\lambda ~\left[{\cfrac {\partial }{\partial x_{i}}}\left({\cfrac {\partial u_{k}}{\partial x_{k}}}\right)\right]\delta _{ij}\\&=\mu ~{\cfrac {\partial ^{2}u_{i}}{\partial x_{i}\partial x_{j}}}+\mu ~{\cfrac {\partial ^{2}u_{j}}{\partial x_{i}\partial x_{i}}}+\lambda ~{\cfrac {\partial ^{2}u_{k}}{\partial x_{k}\partial x_{j}}}\\&=(\mu +\lambda )~{\cfrac {\partial ^{2}u_{i}}{\partial x_{i}\partial x_{j}}}+\mu ~{\cfrac {\partial ^{2}u_{j}}{\partial x_{i}^{2}}}\\&\equiv (\mu +\lambda )~\nabla (\nabla \cdot \mathbf {u} )+\mu ~\nabla ^{2}\mathbf {u} ~.\end{aligned}}}
Usando a identidade {\displaystyle \nabla ^{2}\mathbf {u} =\nabla (\nabla \cdot \mathbf {u} )-\nabla \times \nabla \times \mathbf {u} }, nós temos
{\displaystyle \nabla \cdot {\boldsymbol {\tau }}=(2\mu +\lambda )~\nabla (\nabla \cdot \mathbf {u} )-\mu ~\nabla \times \nabla \times \mathbf {u} ~.}
As equações de conservação do momento então podem ser escritas como
{\displaystyle \rho \left({\frac {\partial \mathbf {u} }{\partial t}}+\mathbf {u} \cdot \nabla \mathbf {u} \right)=-\nabla p+(2\mu +\lambda )~\nabla (\nabla \cdot \mathbf {u} )-\mu ~\nabla \times \nabla \times \mathbf {u} +\rho \mathbf {g} }

#### Suposição 2: Fluxo irrotacional
Para a maioria dos problemas de acústica nós assumimos que o fluxo é irrotacional, isso é, a vorticidade é zero.  Neste caso
{\displaystyle \nabla \times \mathbf {u} =0}
e a equação de momento pode ser reduzida para
{\displaystyle \rho \left({\frac {\partial \mathbf {u} }{\partial t}}+\mathbf {u} \cdot \nabla \mathbf {u} \right)=-\nabla p+(2\mu +\lambda )~\nabla (\nabla \cdot \mathbf {u} )+\rho \mathbf {g} }

#### Suposição 3: Sem força de corpo
Outro suposição frequentemente feita é de que o efeito das forças do corpo no meio do fluido é negligenciável.  A equação de momento então simplifica ainda mais para
{\displaystyle \rho \left({\frac {\partial \mathbf {u} }{\partial t}}+\mathbf {u} \cdot \nabla \mathbf {u} \right)=-\nabla p+(2\mu +\lambda )~\nabla (\nabla \cdot \mathbf {u} )}

#### Suposição 4: Sem forças viscosas
Adicionalmente, se nós assumimos que não há forças viscosas no meio (as viscosidades de massa e cisalhamento são zero), a equação do momento assume a forma
{\displaystyle \rho \left({\frac {\partial \mathbf {u} }{\partial t}}+\mathbf {u} \cdot \nabla \mathbf {u} \right)=-\nabla p}

#### Suposição 5: Pequenas perturbações
Uma importante suposição de simplificação para equações de onda é que a amplitude de perturbação das grandezas de campo é pequena.  Esta suposição nos leva para a equação linear ou equação de pequenos sinais acústicos de onda.  Então nós podemos expressar as variáveis como a soma do (média de tempo) campo médio ({\displaystyle \langle \cdot \rangle }) que varia no espaço e um pequeno campo flutuante ({\displaystyle {\tilde {\cdot }}}) que varia no espaço e tempo.  Que é
{\displaystyle p=\langle p\rangle +{\tilde {p}}~;~~\rho =\langle \rho \rangle +{\tilde {\rho }}~;~~\mathbf {u} =\langle \mathbf {u} \rangle +{\tilde {\mathbf {u} }}}
e
{\displaystyle {\cfrac {\partial \langle p\rangle }{\partial t}}=0~;~~{\cfrac {\partial \langle \rho \rangle }{\partial t}}=0~;~~{\cfrac {\partial \langle \mathbf {u} \rangle }{\partial t}}=\mathbf {0} ~.}
Então a equação de momento pode ser expressa como 
{\displaystyle \left[\langle \rho \rangle +{\tilde {\rho }}\right]\left[{\frac {\partial {\tilde {\mathbf {u} }}}{\partial t}}+\left[\langle \mathbf {u} \rangle +{\tilde {\mathbf {u} }}\right]\cdot \nabla \left[\langle \mathbf {u} \rangle +{\tilde {\mathbf {u} }}\right]\right]=-\nabla \left[\langle p\rangle +{\tilde {p}}\right]}
Como as flutuações são assumidas como pequenas, produtos dos termos flutuantes podem ser negligenciados (para primeira ordem) e nós temos
{\displaystyle {\begin{aligned}\langle \rho \rangle ~{\frac {\partial {\tilde {\mathbf {u} }}}{\partial t}}&+\left[\langle \rho \rangle +{\tilde {\rho }}\right]\left[\langle \mathbf {u} \rangle \cdot \nabla \langle \mathbf {u} \rangle \right]+\langle \rho \rangle \left[\langle \mathbf {u} \rangle \cdot \nabla {\tilde {\mathbf {u} }}+{\tilde {\mathbf {u} }}\cdot \nabla \langle \mathbf {u} \rangle \right]\\&=-\nabla \left[\langle p\rangle +{\tilde {p}}\right]\end{aligned}}}

#### Suposição 6: Meio Homogêneo
Em seguida, assumidos que o meio é homogêneo; no sentido de que as variáveis de média do tempo
{\displaystyle \langle p\rangle } e {\displaystyle \langle \rho \rangle } tem gradientes nulos, que é,
{\displaystyle \nabla \langle p\rangle =0~;~~\nabla \langle \rho \rangle =0~.}
A equação momento então se torna
{\displaystyle \langle \rho \rangle ~{\frac {\partial {\tilde {\mathbf {u} }}}{\partial t}}+\left[\langle \rho \rangle +{\tilde {\rho }}\right]\left[\langle \mathbf {u} \rangle \cdot \nabla \langle \mathbf {u} \rangle \right]+\langle \rho \rangle \left[\langle \mathbf {u} \rangle \cdot \nabla {\tilde {\mathbf {u} }}+{\tilde {\mathbf {u} }}\cdot \nabla \langle \mathbf {u} \rangle \right]=-\nabla {\tilde {p}}}

#### Suposição 7: Meio em repouso
Neste estágio nos assumimos que o meio está em repouso, o que implica, que a velocidade média de fluxo é zero, isto é, {\displaystyle \langle \mathbf {u} \rangle =0}.  Então o balanço do momento se reduz para
{\displaystyle \langle \rho \rangle ~{\frac {\partial {\tilde {\mathbf {u} }}}{\partial t}}=-\nabla {\tilde {p}}}
Deixando cair os tis e usando {\displaystyle \rho _{0}:=\langle \rho \rangle }, nós obtemos a comumente usada forma da equação de momento
{\displaystyle \rho _{0}~{\frac {\partial \mathbf {u} }{\partial t}}+\nabla p=0~.}

### Conservação da massa
A equação para a conservação da massa em um volume de fluido (sem nenhuma fonte de massa ou sumidouro) é dada por
{\displaystyle {\frac {\partial \rho }{\partial t}}+\nabla \cdot (\rho \mathbf {u} )=0}
onde {\displaystyle \rho (\mathbf {x} ,t)} é a densidade da massa do fluido e {\displaystyle \mathbf {u} (\mathbf {x} ,t)} a velocidade de fluxo.
A equação para a conservação de massa para médio acústico pode também ser derivado em uma maneira similar para aquela usada para a conservação do momento.

#### Suposição 1: Pequenas perturbações
Da suposição de pequenas perturbações nós temos
{\displaystyle p=\langle p\rangle +{\tilde {p}}~;~~\rho =\langle \rho \rangle +{\tilde {\rho }}~;~~\mathbf {u} =\langle \mathbf {u} \rangle +{\tilde {\mathbf {u} }}}
e
{\displaystyle {\cfrac {\partial \langle p\rangle }{\partial t}}=0~;~~{\cfrac {\partial \langle \rho \rangle }{\partial t}}=0~;~~{\cfrac {\partial \langle \mathbf {u} \rangle }{\partial t}}=\mathbf {0} ~.}
Então a equação da massa pode ser escrita como
{\displaystyle {\frac {\partial {\tilde {\rho }}}{\partial t}}+\left[\langle \rho \rangle +{\tilde {\rho }}\right]\nabla \cdot \left[\langle \mathbf {u} \rangle +{\tilde {\mathbf {u} }}\right]+\nabla \left[\langle \rho \rangle +{\tilde {\rho }}\right]\cdot \left[\langle \mathbf {u} \rangle +{\tilde {\mathbf {u} }}\right]=0}
Se nós negligenciarmos esses termos da primeira ordem nas flutuações, a equação da massa se torna
{\displaystyle {\frac {\partial {\tilde {\rho }}}{\partial t}}+\left[\langle \rho \rangle +{\tilde {\rho }}\right]\nabla \cdot \langle \mathbf {u} \rangle +\langle \rho \rangle \nabla \cdot {\tilde {\mathbf {u} }}+\nabla \left[\langle \rho \rangle +{\tilde {\rho }}\right]\cdot \langle \mathbf {u} \rangle +\nabla \langle \rho \rangle \cdot {\tilde {\mathbf {u} }}=0}

#### Suposição 2: Meio homogêneo
Em seguida nós assumimos que o meio é homogêneo, ou seja,
{\displaystyle \nabla \langle \rho \rangle =0~.}
Então a equação de equilíbrio da massa toma a forma
{\displaystyle {\frac {\partial {\tilde {\rho }}}{\partial t}}+\left[\langle \rho \rangle +{\tilde {\rho }}\right]\nabla \cdot \langle \mathbf {u} \rangle +\langle \rho \rangle \nabla \cdot {\tilde {\mathbf {u} }}+\nabla {\tilde {\rho }}\cdot \langle \mathbf {u} \rangle =0}

#### Suposição 3: Meio em repouso
Neste estágio nós assumimos que o meio está em repouso, ou seja, {\displaystyle \langle \mathbf {u} \rangle =0}.  Então a equação de equilíbrio da massa pode ser expressada como
{\displaystyle {\frac {\partial {\tilde {\rho }}}{\partial t}}+\langle \rho \rangle \nabla \cdot {\tilde {\mathbf {u} }}=0}

#### Suposição 4: Gás ideal, adiabático, reversível
Para fechar o sistema de equações nós precisamos de uma equação de estado para a pressão.  Para fazer aquilo nós assumimos que o meio é um gás ideal e todas as ondas acústicas comprimem o meio em um adiabático e reversível maneira.  A equação de estado pode então ser expressa na forma de uma equação diferencial:
{\displaystyle {\cfrac {dp}{d\rho }}={\cfrac {\gamma ~p}{\rho }}~;~~\gamma :={\cfrac {c_{p}}{c_{v}}}~;~~c^{2}={\cfrac {\gamma ~p}{\rho }}~.}
onde {\displaystyle c_{p}} é o calor específico em pressão constante, {\displaystyle c_{v}} é o calor específico em volume constante, e {\displaystyle c} é a velocidade da onda.  O valor de {\displaystyle \gamma } é 1.4 se o meio acústico é ar.
Para pequenas perturbações
{\displaystyle {\cfrac {dp}{d\rho }}\approx {\cfrac {\tilde {p}}{\tilde {\rho }}}~;~~{\cfrac {p}{\rho }}\approx {\cfrac {\langle p\rangle }{\langle \rho \rangle }}~;~~c^{2}\approx c_{0}^{2}={\cfrac {\gamma ~\langle p\rangle }{\langle \rho \rangle }}~.}
onde {\displaystyle c_{0}} é a velocidade do som no meio.
Sendo assim,
{\displaystyle {\cfrac {\tilde {p}}{\tilde {\rho }}}=\gamma ~{\cfrac {\langle p\rangle }{\langle \rho \rangle }}=c_{0}^{2}\qquad \implies \qquad {\cfrac {\partial {\tilde {p}}}{\partial t}}=c_{0}^{2}{\cfrac {\partial {\tilde {\rho }}}{\partial t}}}
O equilíbrio de massa então pode ser escrito como
{\displaystyle {\cfrac {1}{c_{0}^{2}}}{\frac {\partial {\tilde {p}}}{\partial t}}+\langle \rho \rangle \nabla \cdot {\tilde {\mathbf {u} }}=0}
Deixando cair os tis e definindo {\displaystyle \rho _{0}:=\langle \rho \rangle } nos da a comumente utilizada expressão para o equilíbrio de massa em um meio acústico:
{\displaystyle {\frac {\partial p}{\partial t}}+\rho _{0}~c_{0}^{2}~\nabla \cdot \mathbf {u} =0~.}

## Equações governantes em coordenadas cilíndricas
Se nós usarmos um sistema de coordenadas cilíndricas {\displaystyle (r,\theta ,z)} com vetores base {\displaystyle \mathbf {e} _{r},\mathbf {e} _{\theta },\mathbf {e} _{z}}, então o gradiente de {\displaystyle p} e a divergência de {\displaystyle \mathbf {u} } são dados por
{\displaystyle {\begin{aligned}\nabla p&={\cfrac {\partial p}{\partial r}}~\mathbf {e} _{r}+{\cfrac {1}{r}}~{\cfrac {\partial p}{\partial \theta }}~\mathbf {e} _{\theta }+{\cfrac {\partial p}{\partial z}}~\mathbf {e} _{z}\\\nabla \cdot \mathbf {u} &={\cfrac {\partial u_{r}}{\partial r}}+{\cfrac {1}{r}}\left({\cfrac {\partial u_{\theta }}{\partial \theta }}+u_{r}\right)+{\cfrac {\partial u_{z}}{\partial z}}\end{aligned}}}
onde a velocidade de fluxo pode ser expressada como {\displaystyle \mathbf {u} =u_{r}~\mathbf {e} _{r}+u_{\theta }~\mathbf {e} _{\theta }+u_{z}~\mathbf {e} _{z}}.
A equação para a conservação do momento pode ser escrita como
{\displaystyle \rho _{0}~\left[{\cfrac {\partial u_{r}}{\partial t}}~\mathbf {e} _{r}+{\cfrac {\partial u_{\theta }}{\partial t}}~\mathbf {e} _{\theta }+{\cfrac {\partial u_{z}}{\partial t}}~\mathbf {e} _{z}\right]+{\cfrac {\partial p}{\partial r}}~\mathbf {e} _{r}+{\cfrac {1}{r}}~{\cfrac {\partial p}{\partial \theta }}~\mathbf {e} _{\theta }+{\cfrac {\partial p}{\partial z}}~\mathbf {e} _{z}=0}
Em termos de componentes, essas três equações para a conservação do momento em coordenadas cilíndricas são
{\displaystyle \rho _{0}~{\cfrac {\partial u_{r}}{\partial t}}+{\cfrac {\partial p}{\partial r}}=0~;~~\rho _{0}~{\cfrac {\partial u_{\theta }}{\partial t}}+{\cfrac {1}{r}}~{\cfrac {\partial p}{\partial \theta }}=0~;~~\rho _{0}~{\cfrac {\partial u_{z}}{\partial t}}+{\cfrac {\partial p}{\partial z}}=0~.}
A equação para a conservação da massa pode similarmente ser escrita em coordenadas cilíndricas como
{\displaystyle {\cfrac {\partial p}{\partial t}}+\kappa \left[{\cfrac {\partial u_{r}}{\partial r}}+{\cfrac {1}{r}}\left({\cfrac {\partial u_{\theta }}{\partial \theta }}+u_{r}\right)+{\cfrac {\partial u_{z}}{\partial z}}\right]=0~.}

### Equações acústicas harmônicas temporais em coordenadas cilíndricas
As equações acústicas para a conservação do momento e da conservação de massa são frequentemente expressas no tempo na uma forma harmônica  (em frequência fixa).  Neste caso, as pressões e a velocidade de fluxo são assumidas como funções harmônicas de tempo na forma
{\displaystyle p(\mathbf {x} ,t)={\hat {p}}(\mathbf {x} )~e^{-i\omega t}~;~~\mathbf {u} (\mathbf {x} ,t)={\hat {\mathbf {u} }}(\mathbf {x} )~e^{-i\omega t}~;~~i:={\sqrt {-1}}}
onde {\displaystyle \omega } é a frequencia.  A substituição dessas expressões em equações governantes em coordenadas cilíndricas nos da a forma de frequencia fixa da conservação de momento
{\displaystyle {\cfrac {\partial {\hat {p}}}{\partial r}}=i\omega ~\rho _{0}~{\hat {u}}_{r}~;~~{\cfrac {1}{r}}~{\cfrac {\partial {\hat {p}}}{\partial \theta }}=i\omega ~\rho _{0}~{\hat {u}}_{\theta }~;~~{\cfrac {\partial {\hat {p}}}{\partial z}}=i\omega ~\rho _{0}~{\hat {u}}_{z}}
e a forma de frequencia fixa da conservação de massa
{\displaystyle {\cfrac {i\omega {\hat {p}}}{\kappa }}={\cfrac {\partial {\hat {u}}_{r}}{\partial r}}+{\cfrac {1}{r}}\left({\cfrac {\partial {\hat {u}}_{\theta }}{\partial \theta }}+{\hat {u}}_{r}\right)+{\cfrac {\partial {\hat {u}}_{z}}{\partial z}}~.}

#### Caso Especial: Sem dependência no z
Nesse caso especial onde as quantidades de campo são independentes da coordenada z nós podemos eliminar {\displaystyle u_{r},u_{\theta }} para conseguir
{\displaystyle {\frac {\partial ^{2}p}{\partial r^{2}}}+{\frac {1}{r}}{\frac {\partial p}{\partial r}}+{\frac {1}{r^{2}}}~{\frac {\partial ^{2}p}{\partial \theta ^{2}}}+{\frac {\omega ^{2}\rho _{0}}{\kappa }}~p=0}
Assumindo que a solução para está equação possa ser escrita como
{\displaystyle p(r,\theta )=R(r)~Q(\theta )}
nós podemos escrever a equação diferencial parcial como
{\displaystyle {\cfrac {r^{2}}{R}}~{\cfrac {d^{2}R}{dr^{2}}}+{\cfrac {r}{R}}~{\cfrac {dR}{dr}}+{\cfrac {r^{2}\omega ^{2}\rho _{0}}{\kappa }}=-{\cfrac {1}{Q}}~{\cfrac {d^{2}Q}{d\theta ^{2}}}}
O lado esquerdo não é uma função de {\displaystyle \theta } enquanto que o lado direito não é uma função de {\displaystyle r}.  Consequentemente,
{\displaystyle r^{2}~{\cfrac {d^{2}R}{dr^{2}}}+r~{\cfrac {dR}{dr}}+{\cfrac {r^{2}\omega ^{2}\rho _{0}}{\kappa }}~R=\alpha ^{2}~R~;~~{\cfrac {d^{2}Q}{d\theta ^{2}}}=-\alpha ^{2}~Q}
onde {\displaystyle \alpha ^{2}} é uma constante.  Usando a substituição
{\displaystyle {\tilde {r}}\leftarrow \left(\omega {\sqrt {\cfrac {\rho _{0}}{\kappa }}}\right)r=k~r}
nós temos
{\displaystyle {\tilde {r}}^{2}~{\cfrac {d^{2}R}{d{\tilde {r}}^{2}}}+{\tilde {r}}~{\cfrac {dR}{d{\tilde {r}}}}+({\tilde {r}}^{2}-\alpha ^{2})~R=0~;~~{\cfrac {d^{2}Q}{d\theta ^{2}}}=-\alpha ^{2}~Q}
A equação a esquerda é uma Equação de Bessel, que tem a solução geral
{\displaystyle R(r)=A_{\alpha }~J_{\alpha }(k~r)+B_{\alpha }~J_{-\alpha }(k~r)}
onde {\displaystyle J_{\alpha }} é a função de Bessel cilíndrica de primeiro tipo e {\displaystyle A_{\alpha },B_{\alpha }} são constantes indeterminadas.  A equação a direita possui a solução geral
{\displaystyle Q(\theta )=C_{\alpha }~e^{i\alpha \theta }+D_{\alpha }~e^{-i\alpha \theta }}
onde {\displaystyle C_{\alpha },D_{\alpha }} são constantes indeterminadas.  Então a solução para a equação de onda acústica é
{\displaystyle p(r,\theta )=\left[A_{\alpha }~J_{\alpha }(k~r)+B_{\alpha }~J_{-\alpha }(k~r)\right]\left(C_{\alpha }~e^{i\alpha \theta }+D_{\alpha }~e^{-i\alpha \theta }\right)}
Condições de limite são necessárias neste estágio para determinar {\displaystyle \alpha } e as outras constantes indeterminadas.